# Manoeuvres
Manoeuvres is een Belgische band.

## Biografie
Manoeuvres werd in 2014 gevormd rond Sean Dhondt, voormalig drummer-frontzanger van Nailpin. Hun eerste hit was Mad World.

## Discografie
| Single met hitnotering(en) in de Vlaamse Ultratop 50 | Datum van verschijnen | Datum van binnenkomst | Hoogste positie | Aantal weken | Opmerkingen |
| ---------------------------------------------------- | --------------------- | --------------------- | --------------- | ------------ | ----------- |
| Mad World                                            | 2014                  |                       | tip22           |              |             |
| My Love                                              | 2015                  |                       | tip7            |              |             |
| Never Back Down                                      | 2016                  |                       | tip21           |              |             |